# 回沙闸古遗址
回沙闸古遗址位于中国浙江省宁波市海曙区鄞江镇它山村西侧，它山堰上游150米处，建于宋淳祐二年（1242年），为三孔回沙闸，现尚存槽柱四根，高2.63-2.83米，断面尺寸为0.5米-0.52米，闸门槽深0.11米，为正方形，闸中孔宽3.57米，两边孔宽3.02米，为它山堰的配套设施之一，2010年公布为鄞州区文物保护单位:334，2018年12月28日因行政区划调整公布为海曙区文物保护单位。